# Severino Canavesi
Pour les articles homonymes, voir Canavesi.
Severino Canavesi (né le 27 janvier 1911 à Gorla Maggiore, dans la province de Varèse, en Lombardie et mort le 30 janvier 1990 dans la même ville) est un coureur cycliste italien, dont la carrière, perturbée par la Seconde Guerre mondiale, se déroula dans les années 1930 et 1940.

## Biographie
Professionnel de 1931 à 1949, il a notamment été champion d'Italie sur route en 1945.

## Palmarès
- 1929
  - Coppa San Geo
- 1931
  - 2e de la Coppa San Geo
- 1934
  -  Champion d'Italie de cyclo-cross
  - Trois vallées varésines
  - 3e de la Coppa Bernocchi
  - 8e du Tour de Lombardie
- 1936
  - 2e du Grand Prix de Fréjus
  - 3e du Tour d'Italie
  - 9e du Tour de Lombardie
- 1937
  - 3e du Tour du Piémont
  - 4e du Tour d'Italie
  - 4e du Tour de Lombardie
- 1938
  - 2e de la Coppa Bernocchi
  - 2e du Tour du Piémont
  - 2e des Trois vallées varésines
  - 3e du Tour d'Italie
  - 3e du Tour de Suisse
- 1939
  - 4e du Tour d'Italie
  - 7e du Tour de Lombardie
- 1940
  - 5e du Tour de Lombardie
- 1941
  - Coppa Bernocchi
  - 3e du Tour de Lombardie
  - 3e du Tour de la province de Milan
- 1942
  - Coppa Marin
- 1943
  - 8e de Milan-San Remo
- 1945
  -  Champion d'Italie sur route
  - 8e du Tour de Lombardie
- 1946
  - 5e de Milan-San Remo
  - 10e du Tour de Lombardie
- 1948
  - 2e du Tour des Apennins
  - 3e du Tour de Campanie

## Résultats sur les grands tours

### Tour d'Italie
10 participations
- 1931 : 14e
- 1934 : non-partant (2e étape)
- 1936 : 3e
- 1937 : 4e
- 1938 : 3e
- 1939 : 4e
- 1940 : 5e
- 1946 : abandon
- 1947 : 19e
- 1948 : abandon